# Jerry Ordway
Jeremiah Joseph Ordway (28 de noviembre de 1957) es un escritor, dibujante y entintador estadounidense de historietas.
Es conocido principalmente por su trabajo para la editorial DC Comics destacándose por su largo período en los títulos de Superman entre 1986 y 1993 ya sea como dibujante o guionista, y por escribir y dibujar la novela gráfica Power of Shazam protagonizada por Capitán Marvel y su continuación en la serie del mismo nombre entre 1995 y 1999. Además trabajó en diversos títulos como All-Star Squadron, Infinity Inc., Crisis on Infinite Earths, Wonder Woman, Infinite Crisis y The Brave and The Bold (volumen 2), entre otros.

## Trabajos
Ordway entintó los lápices de George Pérez en la maxiserie Crisis on Infinite Earths en 1985. Como escritor, ha trabajado en los guiones de Adventures of Superman, Superman (vol. 2), Avengers y la serie mensual The Power of Shazam!. En 1988, durante los festejos por el 50.º aniversario de Superman, entintó los dibujos de John Byrne para la cubierta e interior de la revista Time que contenía un informe sobre Superman. 
Mientras realizaba los guiones de Superman, Ordway ayudó a planear el argumento de la muerte de Superman. También fue el entintador de la serie limitada de 1994 Zero Hour, que fue escrita y dibujada por Dan Jurgens. En 2001, dibujó el especial Just Imagine Stan Lee with Jerry Ordway Creating the JLA (Tan sólo imagina a Stan Lee con Jerry Ordway creando a la LJA), con el escritor leyenda del mundo de los cómics Stan Lee, donde ambos reinventaron la Liga de la Justicia de América de DC. También se encargó de la parte artística del arco argumental correspondiente a Wonder Woman (vol. 2) n.º 189-194, con el escritor Walt Simonson en 2003.
Recientemente ha entintado los dibujos de Dan Jurgens en las historias de complemento tituladas "History of the Multiverse" ("Historia del Multiverso"), que son publicadas en la serie semanal Countdown (n.º 39-38, capítulos 11 y 12) (octubre de 2007), y ha dibujado tres números de The Brave and the Bold (vol. 2), los números 11 al 13, escritos por Mark Waid.

### Como escritor
| Título                                         | Número(s)                                                                               | Fecha de portada |
| ---------------------------------------------- | --------------------------------------------------------------------------------------- | --- |
| Americomics                                    | n.º 2                                                                                   | Junio de 1985 |
| Adventures of Superman                         | n.º 426 n.º 443 n.º 445-451 n.º 453-456 n.º 480-500 n.º 539-540 n.º 558-562 n.º 564-567 | Marzo de 1987 Agosto de 1988 Octubre de 1988 - febrero de 1989 Abril de 1989 - julio de 1989 Julio de 1991 - junio de 1993 Octubre de 1996 - noviembre de 1996 Junio de 1998 - octubre de 1998 Febrero de 1999 - mayo de 1999 |
| Adventures of Superman Annual                  | n.º 2                                                                                   | 1987 |
| Superman                                       | n.º 29 n.º 31 n.º 34-47 n.º 49-55 n.º 110                                               | Marzo de 1989 Mayo de 1989 Agosto de 1989 - septiembre de 1990 Noviembre de 1990 - mayo de 1991 Marzo de 1996 |
| Superman: The Legacy of Superman               | n.º 1                                                                                   | 1993 |
| The Power of SHAZAM!                           |                                                                                         | 1994 |
| Lois and Clark, The New Adventures of Superman |                                                                                         | 1994 |
| Doomsday Annual                                | n.º 1                                                                                   | 1995 |
| The Power of SHAZAM!                           | n.º 1-47                                                                                | Marzo de 1995 - marzo de 1999 |
| Showcase '96                                   | n.º 7                                                                                   | Agosto de 1996 |
| The Power of SHAZAM! Annual                    | n.º 1                                                                                   | 1996 |
| Fandom's Finest Comics                         |                                                                                         | 1997 |
| The Batman Chronicles                          | n.º 7                                                                                   | Invierno de 1997 |
| The Power of SHAZAM! 1,000,000                 |                                                                                         | Noviembre de 1998 |
| Superman: The Man of Steel 1,000,000           |                                                                                         | Noviembre de 1998 |
| The Avengers                                   | n.º 17-18                                                                               | Junio de 1999 - julio de 1999 |
| Domination Factor: Avengers                    | n.º 1.2-4.8                                                                             | Noviembre de 1999 - febrero de 2000 |
| Hulk                                           | n.º 9-11                                                                                | Diciembre de 1999 - febrero de 2000 |
| Domination Factor: Fantastic Four              | n.º 1.1-4.7                                                                             | Diciembre de 1999 - febrero de 2000 |
| The Messanger                                  |                                                                                         | Julio de 2000 |
| USAgent                                        | n.º 1-3                                                                                 | Agosto de 2001 - octubre de 2001 |
| Joker: Last Laugh Secret File                  | n.º 1                                                                                   | Diciembre de 2001 |

## Premios y nominacionas
- 1990 Nominado a los Premios Haxtur a la "Mejor Portada" POR SUPERMAN#61 en el Salón Internacional del Cómíc del Principado de Asturias España
- 1991 Nominado a los Premios Haxtur a la "Mejor Portada" "Las mejores historias de la edad dorada..." en el Salón Internacional del Cómíc del Principado de Asturias España
- 1995 Premio Haxtur al "Mejor Dibujo" por  "El poder de Shazam!" en el Salón Internacional del Cómíc del Principado de Asturias España